# Jovan Mituljikić
Jovan Mituljikić (in serbo Јован Митуљикић?; Negotin, 20 gennaio 2003) è un calciatore serbo, centrocampista del Francs Borains.

## Biografia
Ha un fratello gemello, Nikola, a sua volta calciatore professionista.

## Carriera
Cresciuto nel settore giovanile della Stella Rossa, nell'estate del 2021 è passato in prestito al Grafičar Belgrado dove ha esordito a livello professionistico l'8 agosto nell'incontro di seconda divisione serba pareggiato 0-0 contro lo Mladost GAT; rimasto in rosa anche nella prima metà della stagione successiva, nel gennaio del 2023 è passato con la stessa formula allo Mladost GAT dove ha esordito anche in prima divisione.
Nel luglio del 2023 è passato in prestito al Radnički Kragujevac ma dopo solo un mese il trasferimento è stato annullato ed è passato poco dopo all'OFK Belgrado con la stessa formula. Rientrato alla Stella Rossa poco prima del termine della stagione, è riuscito a debuttare in prima squadra il 16 maggio 2024 nella partita vinta 4-0 contro il Napredak Kruševac. Poche settimane dopo è stato nuovamente ceduto in prestito nella prima divisione serba, questa volta al Novi Pazar.
Nel febbraio del 2025 ha lasciato definitivamente la Stella Rossa ed ha firmato un contratto con il Radnički Kragujevac; al termine della stagione è stato acquistato dai belgi dal Francs Borains, club della seconda divisione belga.

### Nazionale
Ha giocato con le nazionali giovanili serbe Under-19 ed Under-21.

## Statistiche
Statistiche aggiornate al 17 agosto 2025.

### Presenze e reti nei club
| Stagione                   | Squadra                    | Campionato                 | Campionato | Campionato | Coppe nazionali | Coppe nazionali | Coppe nazionali | Coppe continentali | Coppe continentali | Coppe continentali | Altre coppe | Altre coppe | Altre coppe | Totale | Totale | Totale |
| Stagione                   | Squadra                    | Comp                       | Pres       | Reti       | Comp            | Pres            | Reti            | Comp               | Pres               | Reti               | Comp        | Pres        | Reti        | Pres   | Reti   |        |
| -------------------------- | -------------------------- | -------------------------- | ---------- | ---------- | --------------- | --------------- | --------------- | ------------------ | ------------------ | ------------------ | ----------- | ----------- | ----------- | ------ | ------ | ------ |
| 2021-2022                  | Grafičar Belgrado          | 1L                         | 29         | 7          | CS              | 0               | 0               | -                  | -                  | -                  | -           | -           | -           | 29     | 7      |        |
| 2022-gen. 2023             | Grafičar Belgrado          | 1L                         | 16         | 6          | CS              | 1               | 0               | -                  | -                  | -                  | -           | -           | -           | 17     | 6      |        |
| Totale Grafičar Belgrado   | Totale Grafičar Belgrado   | Totale Grafičar Belgrado   | 45         | 13         |                 | 1               | 0               |                    | -                  | -                  |             | -           | -           | 46     | 13     |        |
| gen.-giu. 2023             | Mladost GAT                | SL                         | 14         | 1          | CS              | 0               | 0               | -                  | -                  | -                  | -           | -           | -           | 14     | 1      |        |
| lug.-ago. 2023             | Radnički Kragujevac        | SL                         | 1          | 0          | CS              | 0               | 0               | -                  | -                  | -                  | -           | -           | -           | 1      | 0      |        |
| 2023-mag.2024              | OFK Belgrado               | 1L                         | 24         | 3          | CS              | 0               | 0               | -                  | -                  | -                  | -           | -           | -           | 24     | 3      |        |
| mag.-giu. 2024             | Stella Rossa               | SL                         | 1          | 0          | CS              | 0               | 0               | -                  | -                  | -                  | -           | -           | -           | 1      | 0      |        |
| 2024-gen. 2025             | Novi Pazar                 | SL                         | 11         | 0          | CS              | 1               | 0               | -                  | -                  | -                  | -           | -           | -           | 12     | 0      |        |
| gen.-giu. 2025             | Radnički Kragujevac        | SL                         | 10         | 0          | CS              | 1               | 0               | -                  | -                  | -                  | -           | -           | -           | 11     | 0      |        |
| Totale Radnički Kragujevac | Totale Radnički Kragujevac | Totale Radnički Kragujevac | 11         | 0          |                 | 1               | 0               |                    | -                  | -                  |             | -           | -           | 12     | 0      |        |
| 2025-2026                  | Francs Borains             | CPL                        | 2          | 0          | CB              | 0               | 0               | -                  | -                  | -                  | -           | -           | -           | 2      | 0      |        |
| Totale carriera            | Totale carriera            | Totale carriera            | 108        | 17         |                 | 3               | 0               |                    | -                  | -                  |             | -           | -           | 111    | 17     |        |

## Palmarès

### Club

#### Competizioni nazionali
- Campionato serbo: 1

Stella Rossa: 2023-2024